# Xotic Replicas
Xotic Replicas war ein irischer Hersteller von Automobilen.

## Unternehmensgeschichte
Das Unternehmen wurde 2006 in Rathangan im County Kildare gegründet. Die Produktion von Automobilen und Kits begann. Der Markenname lautete Xotic Replicas. 2008 endete die Produktion. Insgesamt entstanden etwa 43 Exemplare.

## Fahrzeuge
Das erste Modell war der XR 355. Das Fahrzeug ähnelte dem Ferrari F 355 und basierte auf dem Toyota MR 2. Hiervon entstanden etwa 15 Fahrzeuge.
Gleichzeitig stand der XR 360 im Angebot. Er ähnelte dem Ferrari 360. Der Motor kam vom Peugeot 406. Dieses Modell fand etwa 20 Käufer.
2007 ergänzte der XR XRR das Sortiment. Dies war ein Umbau des Range Rover der Baureihe P 38 aus den Jahren 1994 bis 2002 in einen der Baureihe L 322, wie es ihn ab 2002 gab. Hiervon entstanden etwa fünf Fahrzeuge.
Ebenfalls 2007 erschien der XR Diablo. Dies war die Nachbildung des Lamborghini Diablo. Die Basis bildete erneut der Toyota MR 2. Dieses Modell fand etwa drei Käufer.